# Mühlhausen (powiat Rhein-Neckar)
Mühlhausen – miejscowość i gmina w Niemczech, w kraju związkowym Badenia-Wirtembergia, w rejencji Karlsruhe, w regionie Rhein-Neckar, w powiecie Rhein-Neckar-Kreis, wchodzi w skład związku gmin Rauenberg. Leży w Kraichgau, nad rzeką Waldngelbach, ok. 18 km na południe od Heidelbergu, przy drodze krajowej B39.